# Espórtula
Na Roma antiga, espórtula (latim sportula, "cestinha") era um presente que o patrão, distribuia todos os dias aos seus clientes, em troca do tempo que eles passam ao seu serviço; por exemplo, para acompanhá-lo em locais públicos, particularmente ao fórum, em votar nele durante as eleições ou nas leis que ele propõe como magistrado. Originalmente, a espórtula era um presente em espécie (comida, que era colocada na pequena cesta que lhe deu o nome); gradualmente, se tornou uma doação em dinheiro.
Tradicionalmente, os clientes cumprimentavam o chefe pela manhã (rito de salutatio, que é uma forma de fidelidade); é neste momento que recebem suas instruções e recebem a esportula.

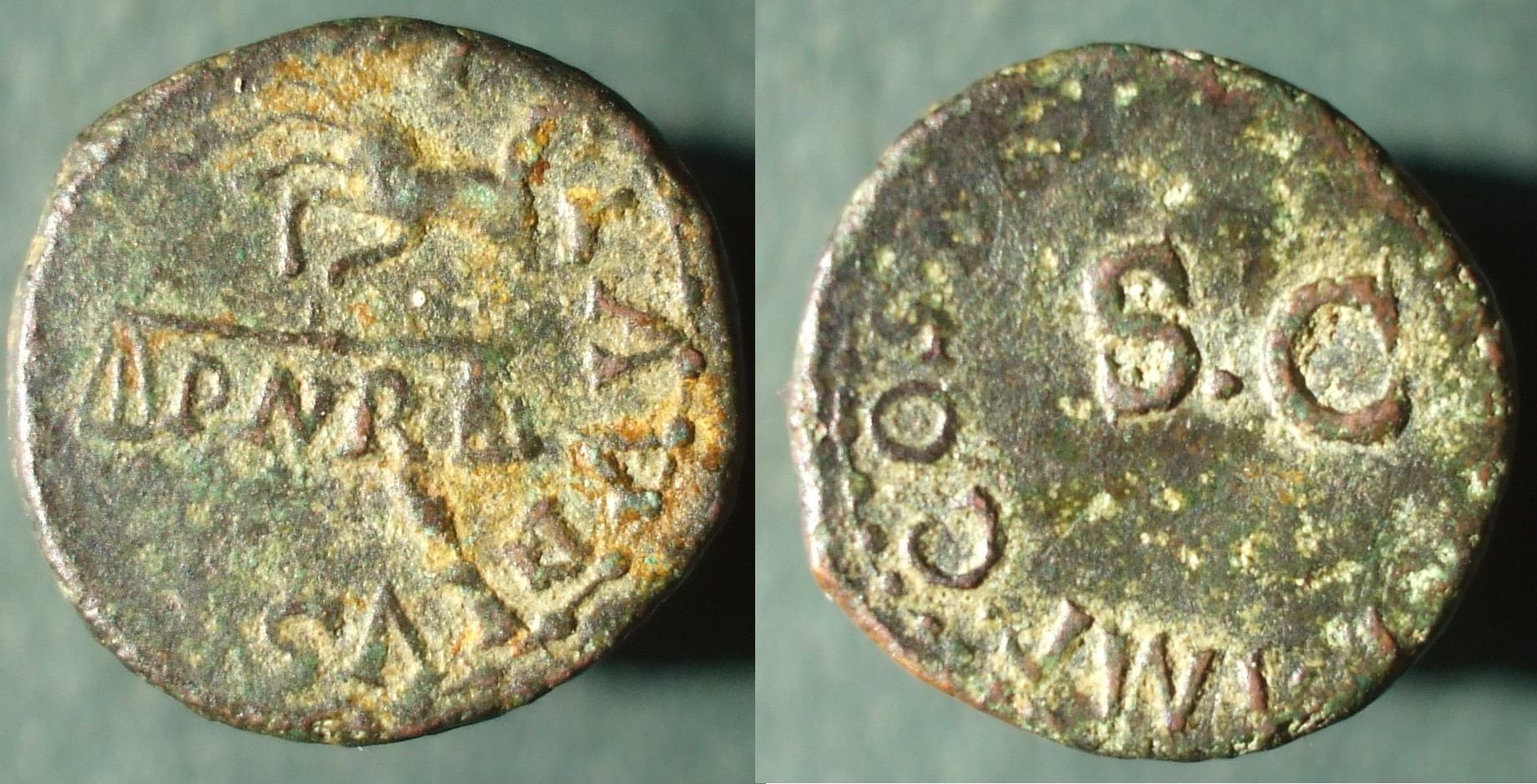
Quadrantes de cobre da época do imperador Cláudio.

O poeta Marcial dá algumas indicações sobre a quantidade de espórtula na sua época (final século I), onde o costume é dar uma quantia em dinheiro. Parece que a quantidade de cem quadrantes – moedas de chumbo ou cobre de baixo valor  – era uma  prática comum: esse valor equivale a pouco mais de seis sestércios e Marcial queixa-se diversas vezes deste “subsídio de fome”. A quantidade de trinta sestércios mencionada é excepcional. Para sobreviver, os clientes costumam ter vários chefes.
No final do século I, o imperador Domiciano tentou restaurar a espórtula na sua forma tradicional, mas esta medida desagradou aos clientes e foi cancelada. De acordo com Juvenal, no tempo do imperador Trajano, uma espécie de tarifa desportiva era comum na cidade de Roma: o patrão concedia seis sestércios por cliente por dia, permitindo assim que vários professores sem alunos, advogados sem causa e artistas sem comissões recebessem um modesto subsídio para sobreviver.